# James McAvoy
James Andrew McAvoy (* 21. dubna 1979 Scotstoun, Glasgow) je britský herec skotského původu.
Pochází ze skotské katolické rodiny a v dětství se prý chtěl stát misionářem. Nicméně v roce 2000 úspěšně vystudoval Skotskou královskou akademii hudby a dramatu, téhož roku se přestěhoval do Londýna. Svoji filmovou kariéru ale zahájil již v roce 1995 v britském televizním seriálu The Near Room (Sousední pokoj), později hrál v několika dalších britských televizních seriálech jako byly Děti planety Duna nebo Bratrstvo neohrožených.
V roce 2004 se objevil v britském romantickém filmu Wimbledon, v roce 2005 hrál ve snímku  Letopisy Narnie: Lev, čarodějnice a skříň, jen o rok později ztvárnil lékaře ve snímku Poslední skotský král, v roce 2007 hrál hlavní roli ve filmu Vášeň a cit s Anne Hathawayovou a Pokání s Keirou Knightleyovou, v roce 2008 ve snímku Wanted s Angelinou Jolie a v roce 2011 získal roli profesora X ve filmu X-Men: První třída. V roce 2017 představoval Kevina Crumba ve filmu Rozpolcený. Roli si zopakoval ve filmu Skleněný v roce 2019.

## Filmografie

### Film
| Rok  | Název                                     | Role | Poznámky    |
| ---- | ----------------------------------------- | --- | ----------- |
| 1995 | The Near Room                             | Kevin Savage |             |
| 1997 | An Angel Passes By                        | místní kluk | krátký film |
| 1997 | Za přední linií                           | Anthony Balfour |             |
| 2001 | Bazén                                     | Mike |             |
| 2003 | Rozverná mládež                           | hrabě z Balcairn |             |
| 2003 | Bollywood Queen                           | Jay |             |
| 2004 | Wimbledon                                 | Carl Colt |             |
| 2004 | Strings                                   | Hal Tara (dabing) |             |
| 2004 | Uvnitř tančím                             | Rory O'Shea |             |
| 2005 | Letopisy Narnie: Lev, čarodějnice a skříň | pan Tumnus |             |
| 2006 | Poslední skotský král                     | doktor Nicholas Garrigan |             |
| 2006 | Zahřívací kolo                            | Brian Jackson |             |
| 2007 | Vášeň a cit                               | Thomas Lefroy |             |
| 2007 | Penelope                                  | Johnny Martin/Max Campion |             |
| 2007 | Pokání                                    | Robbie Turner |             |
| 2008 | Wanted                                    | Wesley A. Gibson |             |
| 2009 | Poslední neděle                           | Valentin Bulgakov |             |
| 2011 | Gnomeo & Julie                            | Gnomeo (dabing) |             |
| 2011 | Konspirátor                               | Frederick Aiken |             |
| 2011 | X-Men: První třída                        | profesor Charles Xavier |             |
| 2011 | Velká vánoční jízda                       | Arthur (dabing) |             |
| 2013 | Chceš pěstí?                              | Max Lewinsky |             |
| 2013 | Trans                                     | Simon Newton |             |
| 2013 | Sviňák                                    | Bruce Robertson |             |
| 2014 | A zase ti Mupeti!                         | Pošťák | Cameo role  |
| 2014 | X-Men: Budoucí minulost                   | profesor Charles Xavier |             |
| 2014 | Zmizení Eleanor Rigbyové                  | Conor Ludlow |             |
| 2015 | Viktor Frankestein                        | Victor Frankenstein |             |
| 2016 | X-Men: Apokalypsa                         | profesor Charles Xavier |             |
| 2016 | Rozpolcený                                | Kevin Wendell Crumb, Dennis, Patricia, Hedwig, Barry, Orwel, Jade, The Beast                                                          |             |
| 2017 | Atomic Blonde: Bez lítosti                | David Percival |             |
| 2017 | Až na dno                                 | James Moore |             |
| 2018 | Deadpool 2                                | profesor Charles Xavier |             |
| 2018 | Sherlock Koumes                           | Gnomeo (hlas) |             |
| 2019 | Skleněný                                  | Kevin Wendell Crumb, Dennis, Patricia, Hedwig, Barry, Orwel, Jade, The Beast, Mary Reynolds, Ian Reynolds, Mr. Pritchard, Luke, Norma |             |
| 2019 | X-Men: Dark Phoenix                       | profesor Charles Xavier |             |
| 2019 | To Kapitola 2                             | Bill Denbrough |             |
| 2021 | Můj syn                                   | Edmond Murray |             |
| 2022 | V bublině                                 | sám sebe | cameo       |

### Televize
| Rok     | Název                       | Role                     | Poznámky                                 |
| ------- | --------------------------- | ------------------------ | ---------------------------------------- |
| 1997    | Poldové                     | Gavin Donald             | díl: „Rent“                              |
| 2001    | Bratrstvo neohrožených      | vojín James W. Miller    | díl: „Nováčkové“                         |
| 2001    | Lorna Doone                 | Sergeant Bloxham         | Televizní film                           |
| 2001    | Krůček k vraždě             | Martin Vosper            | díl: „Teacher“                           |
| 2002    | White Teeth                 | Josh Malfen              | 2 díly                                   |
| 2002    | Případy inspektora Lynleyho | Gowan Ross               | díl: „Prkna, jež znamenají smrt“         |
| 2002    | Foylova válka               | Ray Pritchard            | díl: „The German Woman“                  |
| 2003    | Děti planety Duna           | Leto II Atreides         | 3 díly                                   |
| 2003    | State of Play               | Dan Foster               | 6 dílů                                   |
| 2003    | Early Doors                 | Liam                     | 4 díly                                   |
| 2004–05 | Shameless                   | Steve McBride            | 13 díly                                  |
| 2005    | ShakespeaRe-Told            | Joe Macbeth              | díl: „Macbeth“                           |
| 2018    | Watership Down              | Hazel (hlas)             | 4 díly                                   |
| 2019    | Saturday Night Live         | Sám sebe/moderátor       | díl: „James McAvoy/Meek Mill“            |
| 2019    | Jeho temné esence           | Lord Asriel              |                                          |
| 2022    | Sandman                     | Golden-Haired Man (hlas) | díl: "Dream of a Thousand Cats/Calliope" |

### Divadlo
| Rok  | Název                      | Role                   | Poznámky |
| ---- | -------------------------- | ---------------------- | --- |
|      | Bouře                      | Ferdinand              | Brunton Theatre |
|      | West Side Story            | Riff                   | Courtyard Theatre |
|      | Romeo a Julie              | Romeo                  | Courtyard Theatre |
|      | Kráska a zvíře             | Bobby Buckfast         | Adam Smith Theatre |
| 2000 | The Reel of the Hanged Man | Gerald                 | Traverse Theatre |
|      | Lovers                     | Joe                    | Royal Lyceum Theatre |
| 2001 | Out In The Open            | Iggy                   | Hampstead Theatre |
| 2001 | Privates on Parade         | Private Steven Flowers | Donmar Warehouse |
| 2005 | Breathing Corpses          | Ben                    | Royal Court Theatre |
| 2009 | Three Days of Rain         | Walker & Ned           | Apollo Theatre Nominace —Laurence Olivier Award v kategorii Nejlepší herec                                                      |
| 2013 | Macbeth                    | Macbeth                | Trafalgar Studios Nominace—Laurence Olivier Award v kategorii Nejlepší herec                                                    |
| 2015 | The Ruling Class           | Jack Gurney            | Trafalgar Studios Evening Standard Award v kategorii Nejlepší herec Nominace —Laurence Olivier Award v kategorii Nejlepší herec |

## Ocenění a nominace
| Rok  | Ocenění                          | Kategorie                                            | Nominovaná práce                          | Výsledek  |
| ---- | -------------------------------- | ---------------------------------------------------- | ----------------------------------------- | --------- |
| 2004 | London Film Critics Circle Award | Nejlepší herec                                       | Uvnitř tančím                             | Nominován |
| 2005 | London Film Critics Circle Award | London Film Critics Circle Award                     | Letopisy Narnie: Lev, čarodějnice a skříň | Nominován |
| 2006 | Filmová cena Britské akademie    | Vzrůstající hvězda                                   | Poslední skotský král                     | vítězství |
| 2006 | BAFTA Scotland Award             | Nejlepší herec                                       | Poslední skotský král                     | vítězství |
| 2006 | Filmová cena Britské akademie    | Nejlepší herec ve vedlejší roli                      | Poslední skotský král                     | Nominován |
| 2006 | British Independent Film Award   | Nejlepší herec                                       | Poslední skotský král                     | Nominován |
| 2006 | European Film Award              | Nejlepší herec                                       | Poslední skotský král                     | Nominován |
| 2006 | London Film Critics Circle Award | Nejlepší herec                                       | Poslední skotský král                     | Nominován |
| 2007 | Filmová cena Britské akademie    | Nejlepší herec v hlavní roli                         | Pokání                                    | Nominován |
| 2007 | European Film Award              | Nejlepší herec                                       | Pokání                                    | Nominován |
| 2007 | Empire Award                     | Nejlepší herec                                       | Pokání                                    | vítězství |
| 2007 | Zlatý glóbus                     | Nejlepší herec v dramatu                             | Pokání                                    | Nominován |
| 2007 | Irish Film Award                 | Nejlepší mezinárodní herec                           | Pokání                                    | Nominován |
| 2007 | London Film Critics Circle Award | Nejlepší herec ve vedlejší roli                      | Pokání                                    | vítězství |
| 2008 | Filmová cena MTV                 | Nejlepší polibek                                     | Wanted                                    | Nominován |
| 2009 | Satellite Award                  | Nejlepší herec ve vedlejší roli v celovečerním filmu | The Last Station                          | Nominován |
| 2011 | IGN Award                        | Nejlepší obsazení                                    | X-Men: První třída                        | vítězství |
| 2011 | Scream Award                     | Nejlepší herec v fantasy                             | X-Men: První třída                        | Nominován |
| 2011 | Scream Award                     | Nejlepší superhrdina                                 | X-Men: První třída                        | Nominován |
| 2011 | Scream Award                     | Nejlepší obsazení                                    | X-Men: První třída                        | Nominován |
| 2011 | People's Choice Awards           | Oblíbený superhrdina                                 | X-Men: První třída                        | Nominován |
| 2011 | People's Choice Awards           | Oblíbené filmové obsazení                            | X-Men: První třída                        | Nominován |
| 2013 | London Film Critics Circle Award | Britský herec roku                                   | Chceš pěstí?                              | vítězství |
| 2013 | London Film Critics Circle Award | Britský herec roku                                   | Trans                                     | vítězství |
| 2013 | London Film Critics Circle Award | Britský herec roku                                   | Sviňák                                    | vítězství |
| 2013 | British Independent Film Award   | Nejlepší herec                                       | Sviňák                                    | vítězství |
| 2013 | Empire Award                     | Nejlepší herec                                       | Sviňák                                    | vítězství |
| 2013 | BAFTA Scotland                   | Nejlepší filmový herec                               | Sviňák                                    | vítězství |